# Katie St. Ives
Katie St. Ives (Los Angeles, 19 dicembre 1988) è un'ex attrice pornografica statunitense.

## Riconoscimenti
- 2010 AVN Award nomination – Best POV Sex Scene – Jerkoff Material 3[2]
- 2011 AVN Award nomination – Best POV Sex Scene – Fucked on Sight 8[3]
- 2011 AVN Award nomination – Best New Starlet[3]
- 2011 XBIZ Award nomination – New Starlet of the Year[4]
- 2012 AVN Award nomination – Best Boy/Girl Sex Scene – Party Girls[5]

## Filmografia
- Bang, Bang, Bang (2009)
- Black Listed 1 (2009)
- Cheers: A XXX Parody (2009)
- Crowd Control (2009)
- Fuck Face (2009)
- Gag Factor 30 (2009)
- Initiations 25 (2009)
- Jerkoff Material 3 (2009)
- Let Me Jerk You 1 (2009)
- Naughty Bookworms 17 (2009)
- Naughty Cheerleaders Club 4 (2009)
- Oh No! There's a Negro In My Daughter 3 (2009)
- Phat Ass White Booty 5 (2009)
- POV Pervert 11 (2009)
- Racially Motivated 1 (2009)
- Sperm Receptacles 5 (2009)
- Suck It Dry 7 (2009)
- Thrilla in Vanilla 1 (2009)
- Alice (2010)
- Angels of Debauchery 8 (2010)
- ATK Luv Those Lips 5 (2010)
- Big Wet Asses 17 (2010)
- Cum Buckets 10 (2010)
- Cuties 1 (2010)
- Delinquents (2010)
- Evil Anal 12 (2010)
- Eyelashes (2010)
- Fuck Me In The Bathroom 4 (2010)
- Fucked on Sight 8 (2010)
- Gloryhole Confessions 4 (2010)
- Head Bitches 5 (2010)
- Heavy Metal 9 (2010)
- Hot Bush 4 (2010)
- Interracial Gloryhole Initiations 1 (2010)
- Load Almighty (2010)
- Massive Facials 2 (2010)
- My Stepdaughter Tossed My Salad 2 (2010)
- Natural Born Swallowers 4 (2010)
- Paste My Face 16 (2010)
- Porno Home Movies 30 (2010)
- Pornstar Bootcamp (2010)
- Pound The Round POV 6 (2010)
- POV Cocksuckers 11 (2010)
- Praise The Load 5 (2010)
- Pure 18 13 (2010)
- She's Gonna Blow POV 2 (2010)
- Slut Puppies 4 (2010)
- Suck It Bitch (2010)
- Sweet Pussy (2010)
- Totally Unprofessional (2010)
- Tristan Taormino's Expert Guide to Female Orgasms (2010)
- Up Her Asshole 1 (2010)
- Whores on the 14th (2010)
- All-American Cheerleaders 1 (2011)
- ATK Petites 4 (2011)
- Brides Maids XXX (2011)
- Brothers Bang Better 1 (2011)
- Dark Meat 4 (2011)
- Dick Sauce (Animal Style) (2011)
- Diesel Dongs 16 (2011)
- Face Fucking Inc. 11 (2011)
- Father Figure 1 (2011)
- Honeymoaners (2011)
- Incredible Hulk: A XXX Porn Parody (2011)
- Interracial Addicts (2011)
- Jack's POV 19 (2011)
- Let Me Suck You 2 (2011)
- Massive Facials 4 (2011)
- MILFs Like It Black 5 (2011)
- Mr. Pete's POV (2011)
- My Sister's Hot Friend 23 (2011)
- Office Perverts 8 (2011)
- Party Girls (2011)
- POV Punx 5 (2011)
- Racially Motivated 3 (2011)
- Sex Ed 2 (2011)
- So Young So Sexy POV 3 (2011)
- So Young So Sexy POV 4 (2011)
- Spread Eagle (2011)
- Strip Searched 2 (2011)
- Teacher 4 (2011)
- Teenage Spermaholics 7 (2011)
- This Girl Sucks 2 (2011)
- Throated 35 (2011)
- Truth Dare or Bare (2011)
- Vegas Hookers (2011)
- Whale Tail'n 4 (2011)
- White Wife Black Cock 9 (2011)
- Woodman Casting X 90 (2011)
- You're No Friend Of Mine Bitch (2011)
- AMK Hardcore (2012)
- Belladonna: No Warning 7 (2012)
- Big Tit Christmas 3 (2012)
- Big Tit Xmas 3 (2012)
- Bush 2 (2012)
- Carwash Orgy 2 (2012)
- Cuties 3 (2012)
- Father Figure 2 (2012)
- Female Sex Surrogates 2 (2012)
- Filthy Family 7 (2012)
- Foot Soldiers 3: Don't Tread On Me (2012)
- Girls Kissing Girls 10 (2012)
- Hairy Twatter: A DreamZone Parody (2012)
- I Love Big Toys 35 (2012)
- In the VIP 10 (2012)
- Intimate Passions (2012)
- I've Been Naughty (2012)
- Just Tease 3 (2012)
- Kinky Desires (2012)
- Legal Appeal (2012)
- Lesbian Love Stories (2012)
- Lesbian Office Seductions 7 (2012)
- Let Me Suck You 4 (2012)
- Lush 3 (2012)
- Mom's Cuckold 8 (2012)
- More Cola Please (2012)
- My Sister Celine (2012)
- My Slutty Friends (2012)
- Nasty Anal Tryouts 2 (2012)
- Next She-Male Idol 5 (2012)
- No Cum Dodging Allowed 12 (2012)
- Orgy: The XXX Championship 2 (2012)
- Petite Chicks Stretched by Black Monster Dicks 2 (2012)
- Pink Lips (2012)
- Revenge Of The Petites (2012)
- Rico's Bangin Yo Mama's Daughter (2012)
- Sleepover (2012)
- Sloppy Head 4 (2012)
- Somebody Shave Me (2012)
- Sorority Sex Orgy 2 (2012)
- Spit (2012)
- Strapped (2012)
- Stroke Suck and Tease 18 (2012)
- Teen Glory Holes (2012)
- This Butt's 4 U 8 (2012)
- Valley (2012)
- White Men Can't Fuck (2012)
- X-Men XXX: A Porn Parody (2012)
- Couples Seeking Teens 11 (2013)
- Foot-A-Paolooza (2013)
- Stalker 3 (2013)
- Who Needs Guys (2013)